# 黃金基地
黃金基地（內部稱為黃金（Gold）、國際基地（Int Base或Int）），是山達基教會的事實上的國際總部，位於美國加利福尼亚州聖哈辛託鎮以北。這個戒備森嚴的院落共由約五十棟建築組成，是眾多山達基組織機構和子公司的總部。黃金基地由高高的金屬柵欄圍繞著作爲邊防設施，柵欄頂部裝有朝向內外的刀片，並由保安人員、攝影機和運動探測器全天候監視以防人員進出。黃金基地由一條公共道路分為南北兩部分，教會用攝影機嚴密監控該道路並記錄過往的交通狀況。
山達基教會對外以其媒體製作部門黃金年代製片廠（Golden Era Productions）的名義稱呼基地。該部門在基地擁有自己的電影電視攝影棚和製片室。除電影工作室外，山達基教會的一些其他部門也在此處，如心靈電儀表就在基地的36號建築生產。教會的高級官員和海洋機構多達一千名的教會精英也在該基地生活和工作，甚至包括教會領袖大衛·密斯凱維吉在2020年搬到佛罗里达的清水鎮之前也曾住在該處。這裡也是山達基教創始人L·罗恩·贺伯特的千萬美元豪宅所在地。儘管贺伯特在其生前從未住過這座宅邸，但教會仍然保留著以作爲他轉世以後的住所。許多著名的山達基人都曾造訪過該基地，尤其是美國演員湯姆·克魯斯。
該地產之前本是南加州內陸帝國都會區的1890年代修建的一個溫泉度假村，名為吉爾曼溫泉（Gilman Hot Springs)。然而，由於美國人改變了度假習慣，該度假村在20世紀70年代末破產了。1978年，山達基教會以化名「蘇格蘭高地靜謐俱樂部」（Scottish Highland Quietude Club）用現金秘密收購該地產，並在此後對其大幅地改造和擴建。
據一些山達基教會前成員透露，黃金基地內部的條件十分惡劣。工作人員每週的工資最多只有50美元，但工作時間為每天16小時且周末無休，若未完成工作指標則會受到懲罰。媒體報道稱，每年約有上百人試圖逃離基地，但大多數很快就被「追擊隊」抓回。儘管媒體上有許多關於前成員遭受虐待的報道，但不論是對山達基教會的執法調查還是訴訟，都會因美国宪法第一修正案對宗教自由的保障，以及教會對勞動法中“教會豁免權”（即反歧視法不適用于宗教組織）的引用而受到阻礙。山達基教會否認有任何虐待行為，並稱該基地是「職業和精神成長的理想場所」。
- 黃金基地 “究極圍欄”（Ultra Barrier） 上的雙向刀片
- 安保人員對攝影師攝影
- 黃金基地圍欄上的運動感應探照燈

## 工作和生活

### 下層
山達基對在黃金基地生活和工作的人有著嚴格的標準要求。其中許多人是高級山達基人的孩子，其中包括賀伯特自己的子孫。根據作者珍妮特·雷特曼的說法，那些尋求被分配到黃金基地的人必須是海洋機構的成員。他們被要求接受智商測試，並通過一系列領導力、性格和安全測試。與政府或媒體有家庭關係的成員，或與離開山達基教關係不睦的朋友或家人的成員，不得在那裡工作:317。他們不得透露基地的位置，也不得與基地外的任何人，甚至是海洋機構成員討論他們在那裡的工作或活動。他們還被禁止乘坐任何形式的公共交通工具或計程車，而必須乘坐特殊的山達基巴士或由經批准的工作人員駕駛的私家車出行。
根據2005年的兩名前山達基教徒夫妻馬克·海德利 (Marc Headley) 和克萊爾·海德利 (Claire Headley）介紹，黃金基地的居民未經主管許可不得離開，並且每天必須工作至少16個小時，從早上8點到午夜過後。週日的工作時間較短，社交活動的時間也很少。與外界的通訊均被有效切斷；手機和網路存取整體上是禁止的，郵件會受到審查且只能透過內部郵件系統發送。護照需要存放在上鎖的文件櫃中。
馬克·海德利 (Marc Headley) 曾參與財務規劃，聲稱2005年每人每餐的平均預算僅為 75 美分，遠低於同時期加州監獄囚犯的花費。未婚員工住在宿舍裡，而已婚夫婦則與另外兩對夫婦共用兩房公寓，這意味著一對夫婦每晚都需要睡在沙發上。據報道，該基地的許多人十多年來都沒有離開過該基地:273。山達基教則將基地的條件描述為「就像在修道院或神學院中看到的那樣，儘管舒適得多」:203。

### 上層
據報道，與普通員工的工作條件相比，黃金基地的生活對教主密斯凱維吉和山達基名人來說更加舒適。大多數工作人員不允許擁有自己的車輛，但密斯凱維吉擁有一輛私人定制的雅馬哈摩托車在基地使用。他還有一系列其他車輛，包括馬自達Miata跑車、路虎攬勝豪華SUV、BMW M6和一輛改裝過的防彈GMC廂式貨車作爲移動辦公室。 據 2000年至2004 年管理密斯凱維吉財務的克萊爾·海德利 (Claire Headley）稱，他僅食品開銷每週就在 3000至20000美元之間不等，食品都是從美國東海岸或加拿大新鮮空運來的。據說他位於基地的別墅擁有價值十五萬美元的音響系統和自己的私人電影放映室。
黃金基地最著名的貴賓訪客之一是演員湯姆·克魯斯。他於 1989 年 8 月首次到訪，當時是在加州之星號（Star of California）上與密斯凱維吉共進午餐。密斯凱維吉說服克魯斯在基地進行所有山達基課程培訓，此後，克魯斯開始每個週末乘坐直升機往返基地和洛杉磯之間。克魯斯在基地南部的一個僻靜區域擁有了自己的VIP公寓，並被指派了自己的貼身男僕和，以前賀伯特的廚師西納爾·帕爾曼（Sinar Parman）作爲私人廚師。1990年，當克魯斯開始與妮可·基德曼約會時，這套公寓進行了翻修。有一次，海洋機構成員被指派用氣球填滿這個地方，只爲了給基德曼一個驚喜。當這對夫婦想打網球時，教會則在附近耗資20萬美元建造了網球場。

## 訴訟
執法部門努力調查黃金基地真實情況，但因法律困難和基地人員不願與警方交談而受阻。賴特（Wright）在 2013 年出版的《大白於天下：山達基教、好萊塢和信仰監獄》一書中寫到了有關該基地的內容，據賴特稱，儘管有很多虐待的說法，但是河濱縣治安官辦公室從未收到過基地內任何人關於他們在那裡受到的待遇的投訴。賴特將此歸因於許多山達基教徒擔心會給教會帶來恥辱，並被迫與團體內的朋友和家人斷絕聯繫。

## 外部鏈接
- 附有標注的黃金基地衛星地圖 （页面存档备份，存于）